# Elisabeth Pihela
Elisabeth Pihela (* 15. März 2004 in Tallinn) ist eine estnische Leichtathletin, die sich auf den Hochsprung spezialisiert hat.

## Sportliche Laufbahn
Erste internationale Erfahrungen sammelte Elisabeth Pihela im Jahr 2021, als sie bei den U20-Europameisterschaften im heimischen Tallinn mit übersprungenen 1,86 m die Bronzemedaille im Hochsprung gewann. Anschließend belegte sie bei den U20-Weltmeisterschaften in Nairobi mit 1,87 m den vierten Platz. Im Jahr darauf gelangte sie bei den U20-Weltmeisterschaften in Cali mit 1,80 m auf Rang sechs. 2023 wurde sie bei der 2. Liga der Team-Europameisterschaft im Zuge der Europaspiele in Chorzów mit 1,84 m Achte und anschließend gewann sie bei den U20-Europameisterschaften in Jerusalem mit 1,88 m die Silbermedaille. Kurz darauf schied sie bei den Weltmeisterschaften in Budapest mit 1,89 m in der Qualifikationsrunde aus. Im Jahr darauf verpasste sie bei den Europameisterschaften in Rom mit 1,85 m den Finaleinzug, ehe sie auch bei den Olympischen Sommerspielen in Paris mit 1,83 m in der Vorrunde ausschied.
2025 platzierte sie sich bei den Halleneuropameisterschaften in Apeldoorn mit 1,89 m den sechsten Platz. Ende Juni wurde sie bei der 2. Liga der Team-Europameisterschaft in Maribor mit 1,83 m Siebte im A-Finale, ehe sie bei den U23-Europameisterschaften in Bergen mit 1,84 m den siebten Platz belegte.
In den Jahren 2023 und 2024 wurde Pihela estnische Meisterin im Hochsprung im Freien sowie 2021 und 2024 in der Halle.